# Абай (Аральский район)
Абай (каз. Абай) — село в Аральском районе Кызылординской области Казахстана. Административный центр Каракумского сельского округа. Находится примерно в 71 км к северо-востоку от районного центра, города Аральска. Код КАТО — 433243100.

## Население
В 1999 году население села составляло 2047 человек (1081 мужчина и 966 женщин). По данным переписи 2009 года, в селе проживало 2206 человек (1108 мужчин и 1098 женщин).